# Bistrețu Nou, Dolj
Bistrețu Nou este un sat în comuna Bistreț din județul Dolj, Oltenia, România. Se află în partea de sud a județului,  în Lunca Dunării.